# ولادیمیر گوگولادزه
ولادیمیر گوگولادزه (به انگلیسی: Vladimir Gogoladze) ژیمناست زادهٔ ۱۸ اوت ۱۹۶۶ میلادی اهل کشور گرجستان است.